# Yayvantepe
Yayvantepe (aramäisch ܩܪܛܡܝܢ, kurdisch Qertmîn, arabisch قرطمين) ist ein Dorf im Landkreis Midyat der türkischen Provinz Mardin.

## Lage
Yayvantepe liegt etwa 87 km östlich der Provinzhauptstadt Mardin und 21 km südöstlich von Midyat.  Weitere benachbarte Ortschaften sind wie folgt verteilt:
| Mardin 21 km |                                             | Kloster Mor Gabriel 3 km |
|              | Kompassrose, die auf Nachbargemeinden zeigt | Sarıköy 27 km            |
| Taşköy 10 km |                                             |                          |

## Bevölkerung
Yayvantepe hatte laut der letzten Volkszählung 1.302 Einwohner (Stand Ende Dezember 2009). Die Bevölkerung besteht aus Kurden und Mhallami-Arabern.

## Geschichte
Das syrisch-orthodoxe Kloster Mor Gabriel, eines der ältesten christlichen Klöster der Welt, befindet sich 3 km nordöstlich des Dorfes. Das Kloster wird auch als Kloster von Qartmin bezeichnet. Qartmin bzw. Kartmin ist die arabische Bezeichnung des Dorfes Yayvantepe.